# Mad Professor

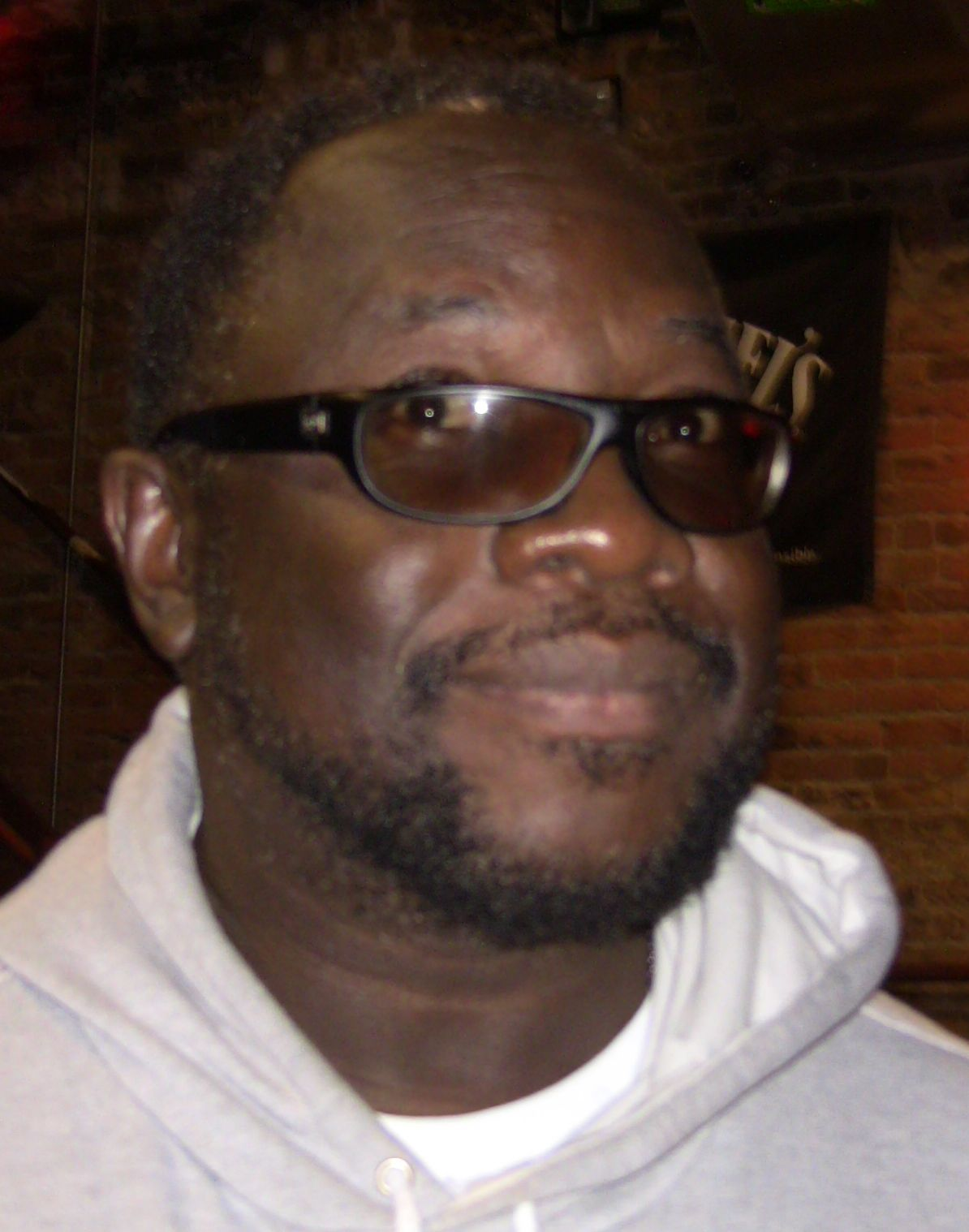
Mad Professor (2011)

Mad Professor (* 27. März 1955 in Guyana, bürgerlich Neil Joseph Stephen Fraser) ist ein Musikproduzent und eine einflussreiche Persönlichkeit in der Entwicklung des Reggae und des Dub.

## Karriere
Er veröffentlichte seit 1979 über 130 Alben und gilt als einer der wichtigsten Produzenten in der 2. Generation des Dub-Reggae. Mit mehr als zwei Alben pro Jahr ist er außergewöhnlich produktiv. Mad Professor produzierte unter anderem gemeinsam mit den Reggae-Veteranen Lee Perry sowie Macka B zusammen. Darüber hinaus arbeitete er auch mit bekannten Sängern wie z. B. Horace Andy, Jah Shaka, U-Roy und Sly & Robbie zusammen. Für Massive Attack produzierte er diverse Remixe, sowie zwei komplette Remix Alben (No Protection (1995) und Massive Attack vs Mad Professor Part II - Mezzanine Remix Tapes '98 (2019)). Ebenso war er DJ bei Live-Auftritten von Massive Attack in den Jahren 1994 und 1995.
Sein Stil ist geprägt durch Echos, gekonnten Umgang mit verschiedenen Effekten sowie einen äußerst dynamischen Beat.
Seit seinem 13. Lebensjahr lebt und arbeitet er in London.

## Diskografie (unvollständig)

### Soloalben
Dub Me Crazy Serie
- 1982: Dub Me Crazy
- 1982: Beyond The Realms Of Dub (Dub Me Crazy, Pt.2)
- 1983: The African Connection (Dub Me Crazy, Pt.3)
- 1983: Escape To The Asylum of Dub (Dub Me Crazy, Pt.4)
- 1985: Who Knows The Secret Of The Master Tape (Dub Me Crazy, Pt.5)
- 1986: Schizophrenic Dub (Dub Me Crazy, Pt.6)
- 1987: Adventures Of A Dub Sampler (Dub Me Crazy, Pt.7)
- 1988: Experiments Of The Aural Kind (Dub Me Crazy, Pt.8)
- 1989: Science And The Witchdoctor (Dub Me Crazy, Pt.9)
- 1990: Psychedelic Dub (Dub Me Crazy, Pt. 10)
- 1992: Hijacked To Jamaica (Dub Me Crazy, Pt.11)
- 1993: Dub Maniacs On The Rampage (Dub Me Crazy, Pt.12)

Black Liberation Serie
- 1994: Black Liberation Dub (Chapter 1)
- 1995: Anti-Racist Broadcast (Black Liberation Chapter 2)
- 1996: Evolution Of Dub (Black Liberation Chapter 3)
- 1997: Under The Spell Of Dub (Black Liberation Chapter 4)
- 1999: Afrocentric Dub (Black Liberation Chapter 5)

Dub You Crazy With Love Serie
- 1997: Dub You Crazy With Love
- 2000: Dub You Crazy With Love (Part 2)
- 2008: Bitter Sweet Dub

Sonstige
- 1983: In A Rub A Dub Style
- 1985: A Caribbean Taste Of Technology
- 1992: True Born African Dub
- 1994: The Lost Scrolls Of Moses
- 1995: It’s A Mad, Mad, Mad, Mad Professor
- 2001: Dubbing You Crazy
- 2001: Trix In The Mix
- 2003: Dubtronic
- 2005: Method To The Madness
- 2007: Dub You Crazy 2007
- 2008: The Dubs That Time Forgot
- 2009: Audio Illusions of Dub
- 2011: The Roots of Dubstep
- 2022: CoviDub Illusion

### Mit Lee “Scratch” Perry
- 1990: Mystic Warrior
- 1995: Black Ark Experryments
- 1995: Super Ape Inna Jungle
- 1996: Experryments At The Grass Roots Of Dub
- 1996: Who Put The Voodoo Pon Reggae (Lee Perrys Album)
- 1996: Dub Take the Voodoo Out of Reggae (Mad Professors Dub-Mix des Vorgängers)
- 1998: Live At Maritime Hall
- 1998: Fire In Dub
- 2000: Lee Perry Meets Mad Professor
- 2001: Techno Dub
- 2020: Super Ape Inna Jungle (Jungle Mixes)

### Mit anderen Künstlern
- 1982: Rhythm Collision Dub (With Ruts DC)
- 1984: Jah Shaka Meets Mad Professor At Ariwa Sounds
- 1985: Mad Professor Captures Pato Banton
- 1989: Mad Professor Recaptures Pato Banton
- 1989: Mad Professor Meets Puls Der Zeit
- 1990: A Feast Of Yellow Dub (With Yellowman)
- 1995: No Protection (Massive Attack vs. Mad Professor)
- 1996: New Decade Of Dub (With Jah Shaka)
- 2004: Dub Revolutionaries (With Sly and Robbie)
- 2004: From The Roots (With Horace Andy)
- 2004: In A Dubwise Style (With Marcelinho da Lua)
- 2005: Moroccan Sunrise (With Borrah)
- 2005: Dancehall Dubs (With Crazy Caribs)
- 2006: Mad Professor Meets Mafia & Fluxy
- 2009: Revolution Feat. Pato Banton And Mr. Professor (With Tugg)
- 2009: Nairobi Meets Mad Professor – Wu Wei (Upcoming)
- 2010: Frente Cumbiero meets Mad Professor
- 2019: Mad Professor Meets Gaudi

### Sampler
- 1997: RAS Portraits
- 1999: The Inspirational Sounds Of Mad Professor
- 2020: 40 Years Of Dub! 1980 – 2020
- 2021: The First Dubs Are The Deepest – 40 Yrs Of Dub, Part 2